# سیارک ۱۲۵۶۲
سیارک ۱۲۵۶۲ (به انگلیسی: 12562 Briangrazer، نامگذاری:1998SP36) دوازده هزار و پانصد و شصت و دومین سیارک کشف شده‌است که در ۱۹ سپتامبر ۱۹۹۸ کشف شد.
قدر مطلق سیارک برابر ۵۸.۸ است.